# CVR(W)
Il Combat Vehicle Reconnaissance (Wheeled) —o CVR(W)— era una famiglia di veicoli ruotati che avrebbero dovuto rimpiazzare i FV721 Fox nel British Army. Vennero pianificate due varianti:
- FV721 Fox - autoblindo armata con cannone ad alta velocità da 30 mm RARDEN L/21, lo stesso del cingolato FV107 Scimitar, della famiglia Combat Vehicle Reconnaissance (Tracked).
- FV722 Vixen - autoblindo progettata per rimpiazzare i Ferret nei ruoli di collegamento, priva di torretta, armata di mitragliatrice leggera e con un equipaggio di 4 uomini.

Il Vixen venne sviluppato ma cancellato dalla riforma della difesa del 1974-1975, senza mai entrare in servizio. Il Fox venne utilizzato sia dalle unità del Regular Army che del Territorial Army, ma non ottenne buoni riscontri a causa di alcuni incidenti dovuti in cui il veicolo si è ribaltato, probabilmente a causa del centro di gravità alto e di scarso controllo. 

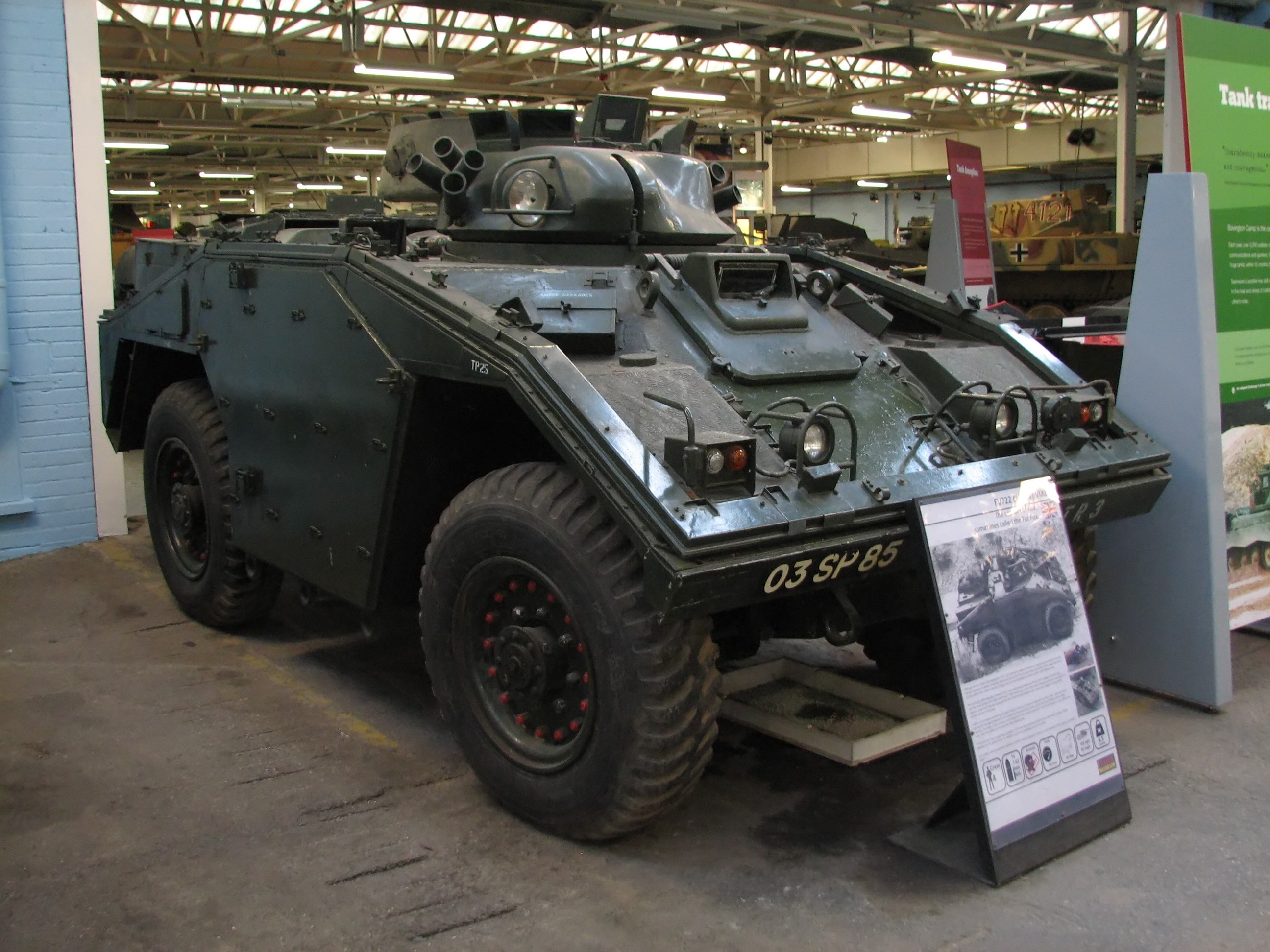
FV722 Vixen